# Pňovany
Pňovany (deutsch Piwana) ist eine Gemeinde in Tschechien, im Okres Plzeň-sever und die nächstgelegene Ortschaft zur Talsperre Hracholusky und dem dortigen Naherholungsgebiet.

## Geschichte
Der Ort findet im Jahre 1205 seine erste Erwähnung in den Büchern des Klosters Kladruby. Mitten im Ort, gegenüber dem Schloss, befand sich eine jüdische Siedlung, die in Spuren noch erkennbar ist.
Zu den historischen Sehenswürdigkeiten gehören
- ein Barockschloss aus der Mitte des 18. Jahrhunderts[3]
- Kirche der Heiligen Anna, ursprünglich ein gotischer Bau aus dem 14. Jahrhundert
- jüdischer Friedhof aus dem 19. Jahrhundert

## Gemeindegliederung
Zur Gemeinde Pňovany gehören die Ortschaften Rájov (Rajow, auch Rajowa und historisch Rayhofen), Chotěšovičky (Klein-Chotieschau), Nový Dvůr (Neuhof) sowie die Wüstung Dolany (Dollana).

## Eisenbahnverbindung
Trotz seiner geringen Größe hat der Ort zwei Eisenbahnanbindungen. Der Bahnhof Pňovany verbindet die Hauptstrecke 170 (Prag–)Plzeň–Cheb mit der Nebenbahn 177 Pňovany–Bezdružice. Die Entfernung des Bahnhofs zum Ortskern beträgt etwa 5,5 km. Der Haltepunkt Pňovany zastávka liegt in östlicher Richtung auf der Trasse 170 (Prag–)Plzeň–Cheb. Die Entfernung zum Ortskern beträgt rund einen Kilometer.